# Ruth Perry
Ruth Sando Fahnbulleh Perry (16 luglio 1939 – Columbus, 8 gennaio 2017) è stata una politica liberiana.
È stata capo di Stato della Liberia ad interim, in qualità di capo del Consiglio di Stato, dal settembre 1996 all'agosto 1997, dopo la prima guerra civile liberiana.